# Abdoulaye Diouf Sarr
Abdoulaye Diouf Sarr est un homme politique, économiste et expert financier sénégalais.
Il est successivement Ministre du Tourisme et des Transports aériens puis, Ministre de la Gouvernance locale, du Développement et de l'Aménagement du territoire sous la présidence de Macky Sall période pendant laquelle il initie le programme UCG (Unité de Coordination de la Gestion des déchets solides) visant à lutter contre l'insalubrité dans la capitale. Entre le 7 septembre 2017 et le 26 mai 2022, Diouf Sarr est ministre de la Santé et de l'Action Sociale du Sénégal. Sous ses fonctions, plusieurs grands hôpitaux de haut standing ont été construits dans des régions du Sénégal qui n'en disposaient pas auparavant (Touba, Kaffrine, kedougou, Sédhiou). De septembre 2022 à mai 2023, il est élu vice-président de l'assemblée nationale. Il est le premier sénégalais à s'être fait vacciné du COVID (en direct à la télévision) à la réception des vaccins destinés à lutter contre cette pandémie. En mai 2023, il est nommé Directeur général du Fonds Souverain d'Investissements Stratégiques (FONSIS) et participe à la réception des Bus Rapid Transit (BRT), projet dans lequel une des entreprises du portefeuille d'investissement du FONSIS (Dakar Mobilité) gère l'exploitation. Préalablement à ses fonctions de ministres, Diouf SARR a occupé la fonction de Directeur général du Centre des Oeuvres Universitaires de Dakar (COUD) dont il a carrément procédé à la restructuration à travers un programme de réaménagement radical réglant ainsi le problème de l'occupation anarchique des espaces de l'université, en aménageant plusieurs espaces verts, et en construisant de nouveaux pavillons (bâtiments). Cette restructuration avait fortement été saluée par les étudiants.  
De 2014 à 2022, il est maire de Yoff, sa commune natale, dans laquelle il permet la construction du premier stade municipal gazonné et tant d'autres réalisations comme le quai de pêche, un lycée, des espaces de détente et de recueillement religieux, des routes, un terrain de basket. Il est aussi réputé pour ses fortes actions sociales dans sa communauté.

## Carrière professionnelle
Depuis le 08 mai, Monsieur Abdoulaye Diouf SARR est le nouveau Directeur général du FONSIS, à la suite du Conseil d’administration tenu le même jour. Durant cette séance, M. SARR a été confirmé à l’unanimité par le Conseil.
M. SARR a une expérience d’une trentaine d’années, dans plusieurs secteurs de l’économie dont l’immobilier, les mines, les infrastructures, le BTP, le transport, le commerce et la santé.
Ayant occupé différents postes de directions et ministériels, M. SARR compte renforcer les interventions du FONSIS dans les domaines stratégiques du PSE et continuer à en faire le partenaire de référence pour les investisseurs, dans le cadre de projets privés ou de partenariats Public-Privé. Pour cela, le FONSIS continuera à développer une approche innovante s’appuyant sur les défis liés à l’intégration de la gestion du Fonds intergénérationnel et également adaptée aux nouvelles réalités économiques.
Précédemment à sa nomination, M. SARR a occupé les fonctions de Directeur des Ventes et des Achats, Directeur Administratif et Financier et de Directeur Général dans plusieurs structures avant d’être appelé à servir au niveau du Gouvernement du Sénégal comme Ministre du Tourisme et des Transports aériens (Juillet 2014 – Juillet 2015), Ministre de la Gouvernance locale, du Développement et de l`Aménagement du Territoire (Juillet 2015 - Septembre 2017) et Ministre de la Santé et de l’Action Sociale (Septembre 2017 – Juin 2022).
Monsieur Sarr a également occupé des mandats électoraux. Il a été Maire de la ville de Yoff de juillet 2014 à janvier 2022 et a occupé le siège de Député et 1er Vice-Président de l’Assemblée nationale de septembre 2022 à mai 2023.
Il a été Secrétaire Général des Chambres de Commerce de Dakar et de Kaolack.

## Biographie

### Jeunesse et formation
Abdoulaye Diouf Sarr a effectué ses études supérieures en France et en Égypte. Il est diplômé de l'université Lumière-Lyon-II en économie et en institutions financières et finances d'entreprises à l'université Senghor d'Alexandrie en Égypte.

## Carrière professionnelle
Abdoulaye Diouf Sarr intègre la Société nationale des habitations à loyer modéré (SNHLM) et y occupe successivement les fonctions de Directeur des ventes et des achats et de Directeur financier. 
Il a administré la Cellule d’appui aux élus locaux (CAEL) de la mairie de Dakar. 
Abdoulaye Diouf Sarr a occupé le poste de Directeur administratif et financier de la Société africaine tous travaux aménagement et réalisation (SATTAR) ainsi que celui de Directeur général adjoint de la Nouvelle société des mines et des travaux publics (NSMTP). Il est a été tour à tour Secrétaire général des Chambres de commerce de Dakar et de Kaolack.
En avril 2012, Abdoulaye Diouf Sarr est nommé directeur du Centre des œuvres universitaires de Dakar (COUD). Il y est notamment chargé de redresser les finances de cet établissement public. Parallèlement, il gère les campus sociaux des Centres universitaires régionaux (CUR) avec pour objectif l'amélioration des prestations d'hébergement et de restauration. Il occupe cette fonction jusqu'en juillet 2014. Période à laquelle il entre au gouvernement.

## Carrière politique

### Engagement local
Abdoulaye Diouf Sarr est, depuis le 23 juillet 2014, maire de la commune de Yoff située à la pointe nord-ouest de la région de Dakar, à l'extrémité ouest de la presqu'île du Cap-Vert. C’est l’une des dix-neuf communes du département de Dakar qui compte plus de 3,8 d’habitants. 
Il y est également responsable de l'Alliance pour la République.

### Postes ministériels au sein de l'exécutif sénégalais
Depuis le 6 juillet 2014, Abdoulaye Diouf Sarr a occupé plusieurs fonctions ministérielles sous la présidence de Macky Sall, Chef de l'Etat sénégalais depuis le 25 mars 2012.

#### Ministre du Tourisme et des Transports aériens
Sous la présidence de Macky Sall, Abdoulaye Diouf Sarr est nommé le 6 juillet 2014 ministre du Tourisme et des Transports aériens au sein du gouvernement Dionne dirigé par le Premier ministre Mahammed Boun Abdallah Dionne.
Ses principaux objectifs sont de "contribuer au rayonnement du pays" et de "promouvoir [le Sénégal] en tant que destination touristique".

#### Ministre de la Gouvernance locale, du Développement et de l’Aménagement du territoire
Le 22 juin 2015, à la suite d'un remembrement ministériel, Abdoulaye Diouf Sarr succède à Omar Youm comme ministre de la Gouvernance locale, du Développement et de l’Aménagement du territoire.

#### Ministre de la Santé et de l'Action sociale
Une recomposition du gouvernement Dionne II est annoncée par décret le 7 septembre 2017. Awa Marie Coll Seck est remplacée par Abdoulaye Diouf Sarr au ministère de la Santé et de l'Action sociale. 
En tant que ministre de la Santé et de l'Action sociale, il participe notamment à l'apaisement des tensions avec le groupe syndical "And Gueusseum". 
Le 3 septembre 2018, il annonce que le gouvernement met une enveloppe de deux milliards de francs pour les différentes régions médicales du pays afin de lutter contre le paludisme.
Dans une étude du magazine américain Foreign Policy qui a élaboré un « indice de réponse mondial Covid-19 », le pays est classé deuxième sur 36 États, derrière la Nouvelle-Zélande mais devant le Danemark, l’Islande entre autres.
En octobre 2020, le ministre de la Santé et de l’Action sociale du Sénégal a reçu le prix PADEV (Prix africain du Développement) du meilleur manager africain du secteur de la santé. Un choix opéré au « vu l’importance du volume d’activités de ses prestations dans le secteur de la santé, ainsi que sa remarquable innovation au profit des populations». 
En janvier 2022, Diouf Sarr se présente aux élections municipales à la mairie de Dakar pour la coalition gouvernementale mais échoue face à Barthélémy Dias.
En avril 2022, la mort Astou Sokhna, une femme enceinte meurt à l'hôpital à Louga. Cette mort entraîne des manifestations pour protester contre le sous-financement des hôpitaux publics. En mai 2022, 11 nouveau-nés meurent dans un incendie à l'hôpital public de Tivaouane. Diouf Sarr est limogé par le président Sall le 26 mai et remplacé par Marie Khemesse Ngom Ndiaye.